# Aleris
Aleris är ett privat vårdföretag med verksamhet i Sverige, Norge och Danmark. Företaget erbjuder specialistvård inom områden såsom ortopedi, ögonsjukvård, psykiatri, endoskopi, gastroenterologi, medicinsk rehabilitering, gynekologi och klinisk fysiologi. I Sverige bedrivs huvuddelen av verksamheten på uppdrag av regionerna, men Aleris tillhandahåller även vård för försäkringspatienter och privatbetalande. Företaget vill göra vården enklare, tryggare och mer tillgänglig – för fler människor, varje dag.
Aleris har en omfattande verksamhet inom hemsjukvård i Region Stockholm med både avancerad sjukvård i hemmet (ASIH) och basal hemsjukvård.
I Sverige har Aleris cirka 4 000 medarbetare och en omsättning på cirka 4,5 miljarder SEK. På koncernnivå sysselsätter företaget över 5 000 personer och har en årlig omsättning på cirka 7 miljarder SEK.
Namnet Aleris har sitt ursprung i det latinska ordet alere, som betyder "att vårda" eller "att hela".

## Historik
Aleris grundades i mars 2005 genom en sammanslagning av vårdbolagen CarePartner och ISS Health Care. Bolaget ägdes inledningsvis av riskkapitalfonden EQT III. Mellan 2010 och 2019 var Aleris en del av Wallenbergssfärens investmentbolag Investor. År 2019 förvärvades företaget av investmentbolaget Triton, som är dess nuvarande ägare. 